# 波阿
波阿是巴西圣保罗州的一个市镇。总面积17.179平方公里，总人口106033人，人口密度6172.2人/平方公里。